# Keroka
Keroka är en ort i Kenya.   Den ligger i länet Nyamira, i den sydvästra delen av landet, 220 km väster om huvudstaden Nairobi. Keroka ligger 2 056 meter över havet och antalet invånare är 4 143.
Terrängen runt Keroka är kuperad österut, men västerut är den platt. Keroka ligger uppe på en höjd. Runt Keroka är det tätbefolkat, med 735 invånare per kvadratkilometer. Närmaste större samhälle är Nyamira, 14,4 km norr om Keroka. Omgivningarna runt Keroka är en mosaik av jordbruksmark och naturlig växtlighet.